# シャルル・フランソワ・ユタン
シャルル・フランソワ・ユタン（Charles François Hutin、1715年7月4日 – 1776年7月29日）はフランスの画家、版画家、彫刻家である。1764年にザクセン選帝侯フリードリヒ・アウグスト3世の命令で設立されたドレスデンの美術学校(“Allgemeine Kunst-Academie der Malerey, Bildhauer-Kunst, Kupferstecher- und Baukunst”:「絵画、彫刻、銅版画、建築、総合芸術アカデミー」後のドレスデン美術大学)の初代校長に任じられた。ルーブル美術館にある彫刻『カローン』などを製作した。

## 略歴
パリで生まれた。フランソワ・ルモワーヌに絵画を学び、王立絵画彫刻アカデミーの大賞の2位となり、1736年から1743年の間、ローマに留学した。ローマでは、当時ローマで活動していた彫刻家の、ルネ＝ミシェル・スロッツ（別名、ミケランジュ・スロッツ）から彫刻を学んだ。パリ戻り、1744年に彫刻作品を提出し、王立絵画彫刻アカデミーの会員となった。1746年に彼の彫刻の代表作『カローン』を製作した。ザクセン選帝侯に招聘され、1848年にドレスデンに兄弟のピエール・ユタンと移った。ドレスデンの美術ギャラリーの作品を模写し、ピエールも素描を描き、1750年からパリで版画にされて、「Dresden Gallery」(1753–57)として出版された。
1764年にドレスデンに「絵画、彫刻、銅版画、建築、総合芸術アカデミー」として美術学校が作られた時、初代の校長に任じられた。この学校は「ザクセン王立工芸学校」(Königlich Sächsische Kunstgewerbeschule)などに名前を変え、現在のドレスデン美術大学(Kunstakademie DresdenまたはHochschule für Bildende Künste Dresden)になる。1776年にドレスデンで亡くなるまで校長を務め、没後はジョヴァンニ・バティスタ・カサノヴァとヨハン・エレアザル・ツァイシッヒが後任を務めた。

## 作品

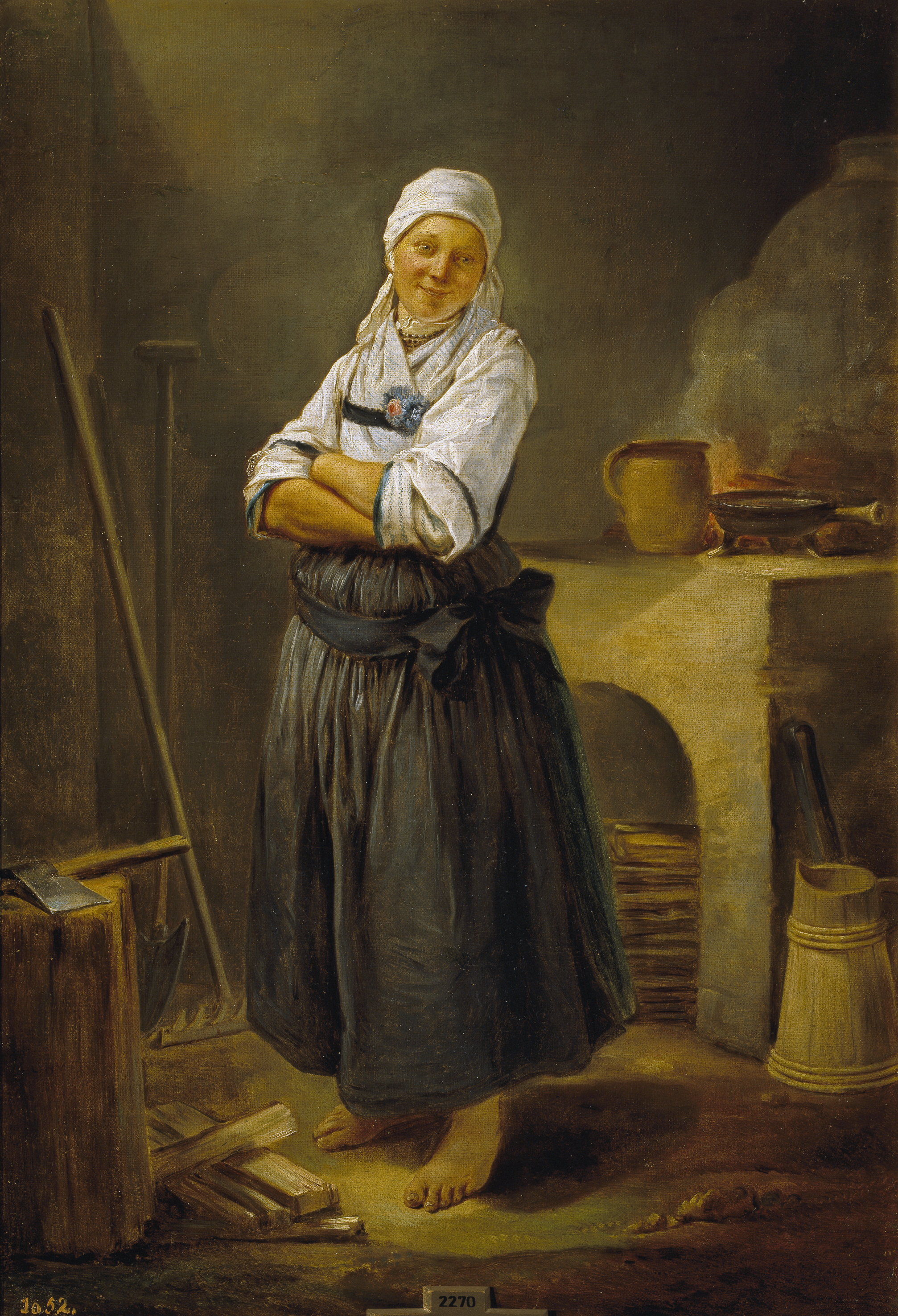
『ザクセンの村人』
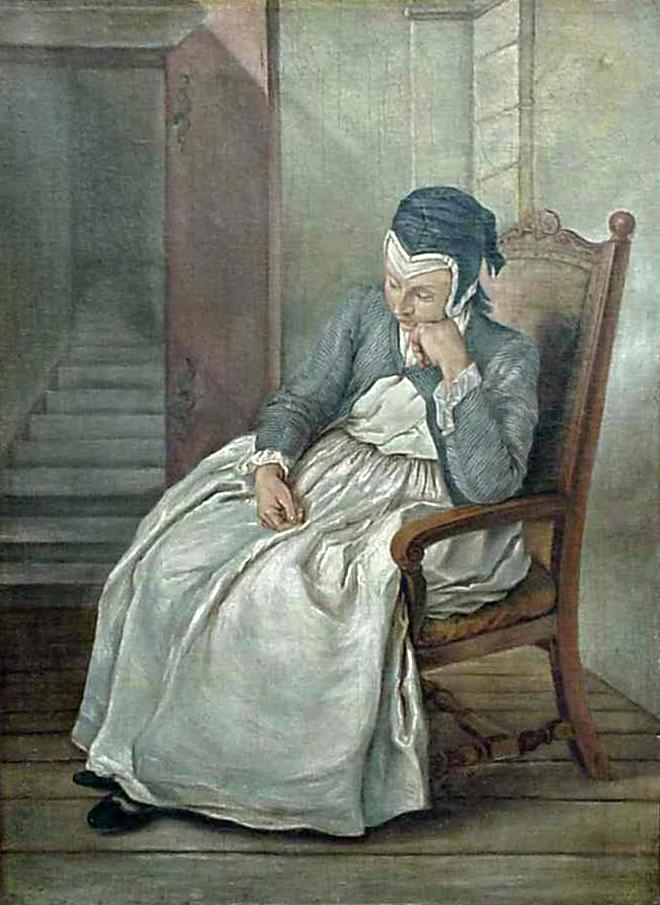
『アームチェアの婦人』
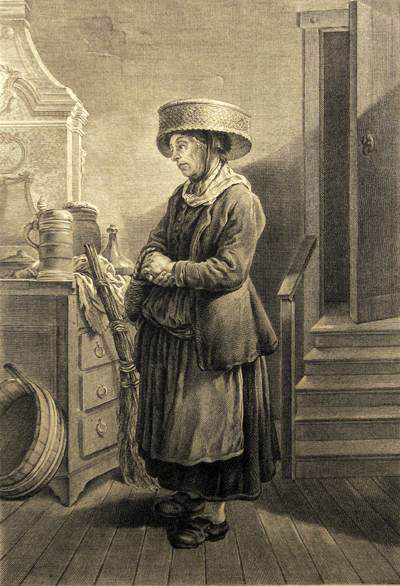
La Marchande de moutarde allemande
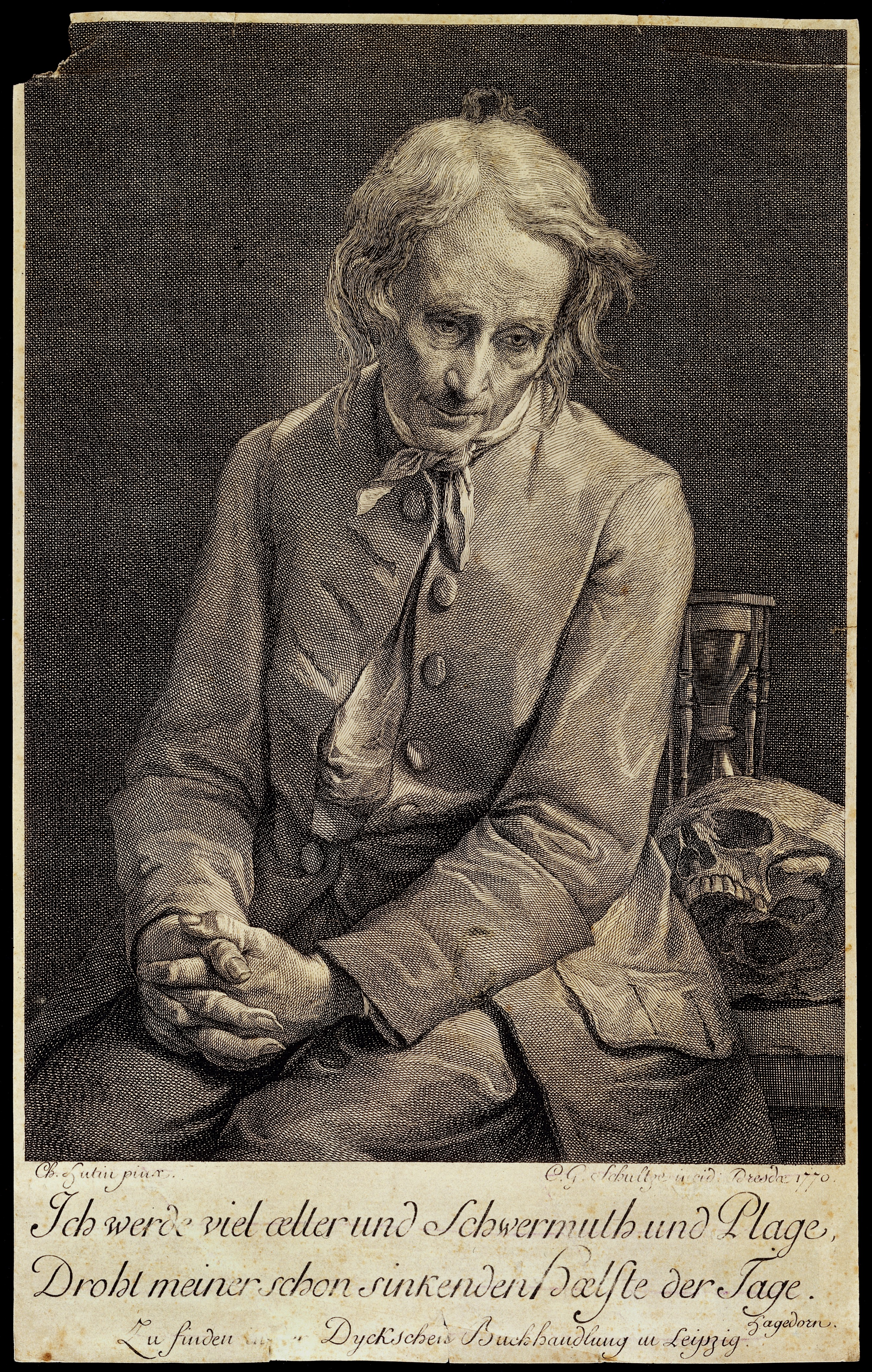